# Ubertino da Casale
Ubertino da Casale (Casale Monferrato, 1259 – 1329) è stato un predicatore e teologo italiano dell'ordine francescano, tra gli esponenti di maggior spicco del ramo spirituale, tanto da influenzare con la sua visione filo-gioachimita l'iconologia del ciclo di affreschi della basilica del santo ad Assisi.

## Biografia
Entrò nell'ordine francescano nel 1273 in un convento di Genova. Fece i suoi studi di teologia presso il convento di Santa Croce a Firenze, dove fu allievo di Pietro di Giovanni Olivi. Divenne un predicatore e fu il riferimento in Toscana dei Francescani spirituali (una delle due correnti in cui si era diviso l'Ordine, in contrapposizione alla Comunità dei frati più lassisti in materia di povertà). Conobbe santa Angela da Foligno e i circoli di uomini e donne devote che a lei si ispiravano.
Nel 1285 Ubertino visitò, nel suo eremitaggio di Greccio, l'ex-ministro generale francescano Giovanni da Parma, il quale, probabilmente, gli comunicò le sue speranze di rinnovamento ecclesiale che attingeva dalle dottrine di Gioacchino da Fiore.
Proprio per il suo chiaro riferimento alle dottrine gioachimite, Ubertino fu convocato da papa Benedetto XI (1303-1304), che peraltro non gradiva neanche le critiche mosse da Ubertino ai Papi suoi predecessori. Benedetto XI ordinò a Ubertino di ritirarsi presso il convento della Verna (oggi in provincia di Arezzo), e gli proibì di predicare.
Nel 1305, sebbene confinato in convento e ridotto al silenzio, Ubertino scrisse la sua opera principale, Arbor vitae crucifixae Jesu Christi ("L'albero della vita crocifissa di Gesù Cristo"), nella quale presentava una lettura apocalittica della storia della Chiesa ispirata alle visioni di Gioacchino e alla spiritualità dell'Olivi. Ubertino dava voce all'attesa, diffusa al suo tempo tra gli Spirituali ma non solo, di un'era di pace in cui la Chiesa sarebbe stata guidata dal "papa angelico", un pastore povero e umile che avrebbe restituito al ministero papale quella autorevolezza che la cattiva condotta dei papi del tempo aveva ormai offuscato. L'opera non fu bene accolta e Ubertino venne scomunicato. In quegli anni Ubertino fu anche inquisitore, e in questa veste nel 1307 condannò per eresia frate Bentivenga da Gubbio, capofila della corrente italiana dei Fratelli del Libero Spirito.
Nel 1309-1310, su proposta del medico-teologo catalano Arnaldo da Villanova, Ubertino venne convocato ad Avignone da Papa Clemente V (1305-1314), nel tentativo di giungere ad una riappacificazione tra le due fazioni francescane, la minoranza degli Spirituali e la maggioranza dei Conventuali. Nell'ambito di questo incontro, Ubertino ribadì con forza la propria posizione sul dovere di un'assoluta povertà dei Francescani; per tale opinione, giudicata come un nuovo affronto al Papa, fu affidato alla custodia del cardinale Giacomo Colonna.
Papa Giovanni XXII (1316-1334) nel 1317 convocò nuovamente Ubertino per un incontro: al frate fu ordinato di ritirarsi in un convento belga vicino a Liegi. In seguito gli fu imposto di lasciare l'Ordine Francescano e di assumere l'abito benedettino.
Nel 1322, nel contesto della disputa tra Domenicani e Francescani circa la povertà di Cristo e degli apostoli, Giovanni XXII convocò nuovamente Ubertino ad Avignone perché illustrasse il proprio punto di vista in merito. Ubertino affermò che Gesù e gli apostoli erano sì poveri in termini di proprietà personali, ma facevano liberamente uso di ciò che necessitava loro. Questo compromesso non fu gradito dal capitolo generale dei Francescani convocato da Michele da Cesena: il capitolo abbandonò le precedenti posizioni moderate e dichiarò l'assoluta povertà di Gesù Cristo e degli apostoli. Nel 1323 papa Giovanni XXII reagì duramente a questa dichiarazione, scomunicando chi l'avesse sostenuta pubblicamente.
Anche se l'ultima dichiarazione di Ubertino era risultata gradita all'autorità papale, nel 1325 egli fu nuovamente scomunicato per aver difeso il pensiero di Olivi.
Ubertino intuì anticipatamente la mal parata e fuggì da Avignone, aggregandosi alla corte dell'imperatore Ludovico il Bavaro, accompagnandolo in seguito assieme a Giovanni di Jandun, Michele da Cesena, Guglielmo di Ockham e Marsilio da Padova, nel suo viaggio a Roma nel 1328.
Rimasto in Italia, dove animava circoli di Spirituali dissidenti (Fratres de ministro), Ubertino morì assassinato nel 1330, almeno secondo la versione dei Fraticelli, eredi degli Spirituali.

## In letteratura
Nel canto XII del Paradiso, ai versetti 124-126, Dante accenna ad Ubertino, tramite le parole di San Bonaventura che, dopo aver elogiato San Domenico, biasima Matteo d'Acquasparta e Ubertino per aver l'uno (Matteo) rilassato la regola francescana, l'altro (Ubertino) averla arbitrariamente ristretta: «ma non fia da Casal né d'Acquasparta,\ là onde vegnon tali alla scrittura,\ ch' uno la fugge, e l'altro la coarta.»
Ubertino da Casale è uno dei personaggi principali del romanzo Il nome della rosa di Umberto Eco, dove è presentato come un amico del protagonista, Guglielmo da Baskerville (che è invece un personaggio immaginario creato da Eco). Oltre ad Ubertino, nel romanzo compaiono anche altre figure storiche, come Michele da Cesena.